# Webber, Kansas
Webber är en ort i Jewell County i Kansas. Vid 2010 års folkräkning hade Webber 25 invånare.